# Джон Фавлер
Джон Фавлер (англ. Sir John Fowler, 1st Baronet; 15 липня 1817 року, штат Шеффілд, Йоркшир, Англія — 20 листопада 1898 року) — англійський інженер-будівельник, який спеціалізувався на будівництві залізниць та залізничної інфраструктури.

## Біографія
Джон Фаулер народився в Уодслі, штат Шеффілд, Йоркшир в родині Джона Фаулера та його дружини Елізабет (уроджена Суонн). Джон отримав приватну освіту у Вітлі-Холі поблизу Екклсфілда. Він навчався у Джона Таулертона, інженера гідроелектростанції Шеффілда та у дядька Джорджа з навігації. З 1837 року він працював у Джона Урпета Растріка на залізничних проектах, включаючи Лондонську та Брайтонську залізниці та незабудовану залізницю Західний Камберленд та Фернес. Потім він був призначений інженером залізниці, коли вона відкрилася в 1841 році. Фаулер був також інженером-консультантом з будівництва залізниць в районах Йоркширу та Лінкольнширу. Велике навантаження сприяло переїзду до Лондона в 1844 році. 2 липня 1850 року він одружився з Елізабет Бродбент з Манчестера. У них народилося чотири сини.
У 1865/67 році Джон Фаулер придбав сусідні маєтки Бремор та Інверборм, недалеко від Уллапула в Рос-Шире, Шотландія, площею 44 000 акрів, і став власником нагір'я. Він побудував Будинок Бремора, розробив гідроелектричну схему, харчувався зі штучного Домашнього озера, посадив обширні лісові масиви по крутих долинах і створив 12 км рекреаційних прогулянок, включаючи підвісні пішохідні мости над ущелинами Коррішаллах та Строн. Його призначили мировим суддею та заступником лейтенанта округу. Леді Фаулер тут стала відомим ботаніком.
Фаулер помер у Борнмуті у віці 81 року і похований на кладовищі Бромптон в Лондоні. Його наступником став його син, сер Джон Артур Фаулер, 2-й баронет (помер 25 березня 1899). Баронетія вимерла в 1933 році після смерті преподобного сера Монтегю Фаулера, 4-го баронета, третього сина першого баронета.

## Залізниці
Фаулер працював над багатьма залізничними схемами по всій країні. Він став головним інженером Манчестерської, Шеффілдської та Лінкольнширської залізниць, а також інженером Східно-Лінкольнширської залізниці, Оксфордської, Вустерської та Вулвергемптонської залізниць та залізниці Северн-Веллі. У 1853 році почав працювати головним інженером метрополітену в Лондоні — першої у світі підземної залізниці. Фаулер був інженером районної залізниці та Гаммерсмітської міської залізниці. Наразі ці залізниці складають більшість ліній Лондонського метро. За роботу на метрополітені Фаулер отримав велику суму в 152000 фунтів стерлінгів і 157 000 фунтів стерлінгів від районної залізниці. Хоча частина була передана співробітникам та підрядникам, сер Едвард Ваткін, голова Метрополітен-залізниці з 1872 року, скаржився, що «жоден інженер у світі не мав такої високооплачуваної праці».
Консультаційна робота Фаулера виходила за межі Великої Британії, включаючи залізничні та інженерні проєкти в Алжирі, Австралії, Бельгії, Єгипті, Франції, Німеччині, Португалії та США. Він вперше подорожував до Єгипту в 1869 році і працював над низкою, в основному нереалізованих схем для Хедіва, включаючи залізницю до Хартума в Судані, яка була запланована в 1875 році, але завершена лише після його смерті. У 1870 році він надав консультації індійському урядовому запиту щодо залізничних колій, де рекомендував вузьку колію для легких залізниць. Він відвідав Австралію в 1886 р., де зробив кілька зауважень щодо труднощів будівництва колії.

## Мости
У рамках своїх залізничних проєктів Фаулер проєктував багато мостів. У 1860-х роках він спроєктував міст Гросвенор, перший залізничний міст через річку Темзу та 13-арковий віадук Доліс Брук для Лондонської залізниці.
Йому приписують проєкт мосту Вікторії в Верхньому Арлі, Вустершир, побудованого між 1859 і 1861 рр. та майже такого ж мосту в Колбрукдейл, Шропшир, побудованого з 1863 по 1864 рр. Обидва вони залишаються в експлуатації сьогодні, прокладаючи залізничні лінії через річку Северн.

## Локомотиви
Щоб уникнути проблем із задимленням та парою, що шкодить персоналу та пасажирам на критих ділянках Метрополітен-залізниці, Фаулер запропонував безвогневий локомотив. Локомотив був побудований Робертом Стефенсоном та компанією і був тендерним двигуном широкої колії 2-4-0. Котел мав звичайну топку, підключену до великої камери згорання, що містить пожежну цеглу, яка мала виконувати роль резервуара тепла. Камера згорання була зв'язана з коптильнею за допомогою дуже коротких вогнепальних труб. Вихлопна пара повторно конденсувалась, а не виходила, і подавалась назад у котел. Локомотив був призначений для нормальної роботи на відкритому просторі, але в тунелях заслінки закривались, а пара вироблялася з використанням тепла, що зберігається з вогневої цегли. Перший процес на Великій Західній залізниці в жовтні 1861 р. був невдалим. Система конденсації витекла, внаслідок чого котел просох і упав тиск, провокуючи вибух котла. Друга спроба на Метрополітен-залізниці в 1862 р. також була невдала. Вогнетривкий двигун був залишений, ставши відомим як «Привид Фаулера». Локомотив був проданий Ісааку Ватту Болтону в 1865 році; він мав намір перетворити його на стандартний двигун, але це йому не вдалося.

## Інша діяльність
Фаулер безуспішно висувався в парламент як кандидат від консерваторів у 1880 і 1885 роках. Його репутація інженера була дуже високою. Джон Фоулер був обраний президентом Інституту інженерів-будівельників на період 1866–67. Завдяки своїй посаді в Інституті та власній практиці він керував розробкою інструктажу для інженерів.

## Захоплення
Джонг Фоулер захоплювався яхтингом, був членом клубу Карлтон, клубу святого Стефана, консервативного клубу та Королівської ескадрильї яхт. Він також був президентом Єгипетського фонду розвідки.

## Відзнаки
Після успішного завершення Фортського мосту в 1890 році Фаулер став баронетом. Разом із Бенджаміном Бейкером він отримав почесний ступінь доктора юридичних наук в Единбурзькому університеті в 1890 році за свою інженерну діяльність.
У 1892 році Премія Понселе була подвоєна і спільно присуджена Бейкеру та Фаулеру.
У 1885 році Джон Фавлер став кавалером ордена Святого Михаїла та Святого Георгія в знак подяки уряду за те, що дозволив використовувати карти долини Верхнього Нілу, які він виготував під час роботи над своїми проєктами. Вони були найбільш точним обстеженням місцевості і використовувались у Британському рельєфі Хартума.